# Meurtres sans empreintes
Pour plus de détails, voir Fiche technique et Distribution.
Meurtres sans empreintes (A Stranger Came Home) est un film britannique de Terence Fisher, sorti en 1954.

## Synopsis
Quatre amis partent à la pêche mais seulement trois reviennent. Après une absence de quatre ans, le quatrième homme, Philip Vickers, rentre chez lui amnésique. Il parle d’un « ami » qui l’a assommé, l’a drogué et l’a laissé mourir. N’importe lequel des hommes restants pourrait être un suspect car Job Crandall, Bill Saul et Harry Bryce sont tous intéressés par la jolie veuve de Philip, Angie. Malheureusement, le retour de Philip coïncide avec un meurtre et il devient le principal suspect. Angie s’associe à son mari pour aider à résoudre ce mystère.

## Fiche technique
- Titre original : A Stranger Came Home
- Titre français : Meurtres sans empreintes
- Réalisation : Terence Fisher
- Scénario : Michael Carreras d'après un roman de George Sanders[1]
- Musique : Leonard Salzedo
- Photographie : Walter J. Harvey
- Montage : Bill Lenny
- Direction artistique : J. Elder Wills
- Costume : Molly Arbuthnot
- Production : Michael Carreras
- Société de production : Hammer Film Productions et Lippert Films
- Pays d'origine : Royaume-Uni
- Genre : drame
- Format : Noir et blanc - Son : Mono
- Durée : 80 minutes
- Dates de sortie : 
  - Royaume-Uni : 9 août 1954
  - États-Unis : 24 septembre 1954

## Distribution
- Paulette Goddard : Angie
- William Sylvester : Philip Vickers
- Patrick Holt : Job Crandall
- Paul Carpenter : Bill Saul
- Alvys Maben : Joan Merrill
- Russell Napier : Inspecteur Treherne
- Kay Callard : Jennie
- David King-Wood : Sessions
- Jeremy Hawk : Sergent Johnson
- Patricia Owens : Blonde
- Jack Taylor : Brownie
- Kim Mills : Roddy
- Owen Evans : Redhead
- Philip Lennard : Médecin légiste